# Petrus von Kolshusen
Petrus von Kolshusen († 1552 in Arnsberg) war ein Bildschnitzer. Er gilt als der bedeutendste Schnitzkünstler im 16. Jahrhundert des Sauerlandes.

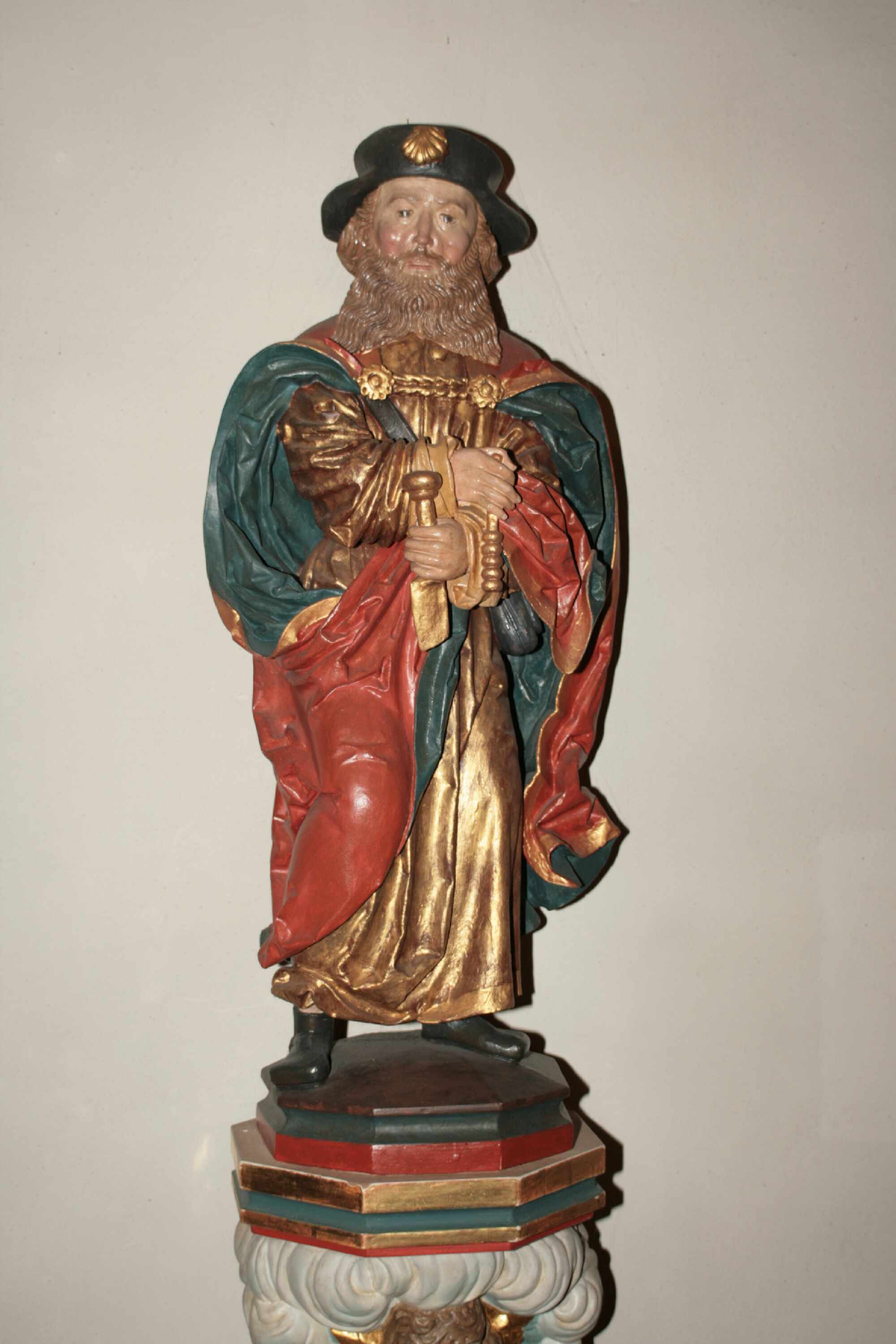
Jakobusfigur heute in der St. Burchard (Oedingen)

## Leben und Schaffen
Über sein Leben ist so gut wie nichts bekannt. Möglicherweise stammte er aus Kölschhausen bei Wetzlar.
Von ihm stammt eine Ölberggruppe in der Kirche in Hagen bei Sundern. Die Gruppe befindet sich heute im Diözesanmuseum in Paderborn. Erkennbar sind niederrheinische Stileinflüsse. Es ist anzunehmen, dass Petrus von Kolshusen zumindest einen Teil seiner Ausbildung im niederrheinischen Raum absolviert hat. Die Ölberggruppe hat eine entsprechende Darstellung aus Albrecht Dürers Kupferstichpassion von 1508 zum direkten Vorbild.
In der Pfarrkirche St. Severin in Calle befinden sich fünf Heiligenfiguren von seiner Hand, die 1636 Teil eines neuen Altaraufsatzes wurden. Früher sollen sich die Figuren in der Stiftskirche in Meschede befunden haben. Dazu gehört ein kleiner Kruzifixus.
Offenbar hat Kolshusen nicht allein gearbeitet, sondern er wird Vorsteher einer Werkstatt gewesen sein. Während die Heiligenfiguren von seiner Hand stammen, wurde die Christusfigur des Kruzifix von Mitarbeitern hergestellt. Seine Werkstatt befand sich offenbar im Kloster Wedinghausen. Er wurde 1535 als Teil des dortigen Hausgesindes (also der im Klosterbezirk ansässigen Laien) genannt.
Wahrscheinlich ebenfalls ihm zuzuschreiben ist eine Jakobusfigur in St. Burchard in Oedingen und eine Antoniusfigur in Halingen. Wahrscheinlich von Mitarbeitern seiner Werkstatt stammt eine Figurengruppe der Heiligen Sippe in der St. Pankratiuskirche in Reiste. Diese Gruppe weist in Stil und Aufbau derartig deutliche fremde Einflüsse auf, dass sie nicht mehr Peter von Kolshusen selbst zuzuschreiben ist.
Die wahrscheinlich letzten Werke des Petrus von Kolshusen sind neun erhaltene Apostelfiguren. Sie stammten aus der Kirche des Klosters Wedinghausen. Sie befinden sich heute im Westfälischen Landesmuseum in Münster und im Museum der Grafschaft Mark auf der Burg Altena. Ursprünglich waren sie Teil des früheren Hochaltars in Wedinghausen. Später waren sie an der Orgelempore angebracht.
Besonders das Linienspiel der Gewandfalten zeigt eine hohe künstlerische Begabung. Sie erinnert an Werke von Tilman Riemenschneider oder Veit Stoß. Der Altar selber wurde 1680 endgültig entfernt. Die insgesamt zwölf Apostel werden jeweils zu dritt in den Flügeln eines Klappaltars gegenübergestanden haben. Der Mittelteil des Altars dürfte eine Darstellung der „Leiden unseres Herrn“ gewesen sein, wie es in einer Chronik des Klosters heißt. Möglicherweise stammt eine Madonna, die dieselben Stilelemente wie die Apostelfiguren aufweist, aus einer Kreuzigungsgruppe im Mittelteil des Altars. Der aus der Kirche entfernte Altar wurde 1717 im Kreuzgang des Klosters aufgestellt und nach der Säkularisation 1803 möglicherweise in Teilen verkauft. Später kam sie in die Gutskapelle St. Antonius des Gutes Drasenbeck bei Remblinghausen.
Nach der Fertigstellung des Altars, die insgesamt möglicherweise Jahrzehnte in Anspruch genommen hatte, trat der Künstler als Laienbruder in das Kloster ein, schuf aber keine weiteren Werke mehr.